# Eleccions a governador de Hokkaidō de 2019
Les Eleccions a governador de Hokkaidō de 2019 (2019年北海道知事選挙) es van celebrar el 7 d'abril de 2019 en el marc de les eleccions locals unificades del Japó de 2019 per elegir al nou Governador de Hokkaidō, el qual succeiria a Harumi Takahashi, governadora des de 2003, la qual va anunciar que no es presentaria a la reelecció.

## Antecedents
Degut a l'anunci de la fins aleshores governadora des de 2003, Harumi Takahashi de no presentar-se a la reelecció del càrrec, va haver-hi molta expectació sobre qui seria el candidat de la dreta que substituirïa a Takahashi i molta gent apuntava a Seiko Hashimoto, esportista professional i ministra del govern de Shinzo Abe.

## Candidats
| Candidat i partit polític     | Candidat i partit polític | Candidat i partit polític | Eslògan de campanya                                                                                              | Detalls |
| ----------------------------- | ------------------------- | ------------------------- | --- | --- |
| Tomohiro Ishikawa Independent | Kurokawa                  |                           | 北海道独立宣言 豊かな自治をめざして "Declaració d'Independència de Hokkaido Amb l'objectiu d'una rica autonomia" | Nou candidat. Antic militant del NPD i membre de la Cambra de Representants del Japó, candidat del PDC, PDG, PCJ, PL i el PSD. 45 anys. |
| Naomichi Suzuki Independent   | Yūjirō Taniyama           |                           | あらゆるピンチをチャンスに! "Cada poc és una oportunitat!"                                                       | Nou candidat. Alcalde de Yūbari (2011-2019), candidat del PLD, Kōmeitō i el NPD. 38 anys.                                               |

## Resultats
| Candidat | Candidat          | Partit      | Única volta | Única volta |
| Candidat | Candidat          | Partit      | Vots        | %           |
| -------- | ----------------- | ----------- | ----------- | ----------- |
|          | Naomichi Suzuki   | Independent | 1.621.171   | 62,7        |
|          | Tomohiro Ishikawa | Independent | 963.942     | 37,3        |